# Nicolai Skjølstrup
Nicolai Skjølstrup (født 3. juli 1989 i Hadsund) er en roer. 
Han har gennem mange år aktiv i Hadsund Roklub. Ved U23 VM i roning 2009 fik han en tredjeplads sammen Christian Noll Nielsen.
Uddannelse: Hobro Handelsskole.

## Mesterskaber
- U23-VM 2009, Prag. - 7. plads.[1]
- VM 2009, Amsterdam - 5. plads.[2]
- VM U-23 2009, Hove - 7. plads.
- EM 2008, Athen - 11. plads.
- Sølv - NM 2005, Sorø Sø.[3]
- Sølv - 2008, Odense.[4]
- Sølv - 2009, Odense Kanal.[5]